# Чикау (Алба)
Чикау (рум. Cicău) насеље је у Румунији у округу Алба у општини Мираслау. Oпштина се налази на надморској висини од 361 m.

## Становништво
Према подацима из 2002. године у насељу је живело 200 становника, од којих су сви румунске националности.